# El catalejo lacado
Publicada en el año 2000, El catalejo lacado es la última novela de la trilogía de Philip Pullman La materia oscura.

## Argumento
En El catalejo lacado, Will hace caso omiso de los ángeles Balthamos y Baruch, y rescata a Lyra con la ayuda del Caballero Tialys y Lady Salmakia, espías gallivespianos (de aspecto humano pero de tamaño diminuto, con espolones llenos de veneno en los talones y carácter orgulloso y arrogante) bajo el mando de Lord Asriel. Después viajan hasta la Tierra de los Muertos, y allí liberan a unas almas prisioneras de La Autoridad (una figura opresiva de Dios). Mary Malone, una científica de nuestro mundo interesada en el Polvo, viaja hacia un mundo habitado por criaturas sensibles que usan ruedas para moverse, llamadas mulefa. Allí descubre la verdadera naturaleza del Polvo, que resulta ser partículas pan-psicológicas de conciencia. Lord Asriel y una señora Coulter reformada trabajan en equipo para destruir al Regente de La Autoridad, Metatron, pero mueren en el proceso. La mismísima Autoridad muere debido a su propia fragilidad durante una batalla campal entre los rebeldes y sus siervos. Después del clímax, Will y Lyra se enamoran, pero por el bien del universo, deben destruir la Daga Sutil y cerrarse los puentes entre mundos, por lo que ellos permanecerán irremediablemente separados.

## Personajes
- Lyra: el destino por fin se descubre, Lyra tendrá que decidir entre uno u otro bando, entre la tentación o no, pero sus decisiones nos afectaran a todos. En este tomo se descubre la verdadera forma de su daimonion, Pantalaimon: una marta-pino.

- Will: al igual que Lyra su destino se descubre aquí. En este tomo se descubre a su daimonion, llamado Kirjava, y su forma final, la de un gato sutil.

- Padre Gómez: Miembro del Tribunal Consistorial de Disciplina, es un virtuoso de la religión que durante toda su vida adulta ha seguido una penitencia intensa y ferviente acompañado por castigos corporales y flagelaciones con el fin de conseguir una absolución preventiva. El padre MacPhail, teniendo esto en cuenta, le encarga que, en caso de que el Tribunal Consistorial de Disciplina falle en la misión de matar a Lyra, él tome el relevo en esta tarea.

- Datos: Q129929